# Bolesław Stachoń (historyk)
Bolesław Stachoń (ur. 3 lutego 1903 w Rudniku, zm. 22 grudnia 1961) – polski historyk, mediewista, edytor źródeł.

## Życiorys
Studiował polonistykę i historię na UJK we Lwowie. Doktorat w 1926 (opiekun Jan Ptaśnik). W latach 1924–1928 asystent na UJK., pracował też do 1939 w szkolnictwie średnim jako nauczyciel.
W okresie okupacji niemieckiej naczelnik wydziału Informacji Okręgowej Delegatury Rządu we Lwowie. Po zajęciu miasta przez wojska radzieckie (1944) redaktor konspiracyjnego pisma „Wytrwamy”.
Po 1946 pracował jako redaktor w wydawnictwach warszawskich: w PWN od 1951 kierownik zespołu historycznego w redakcji encyklopedycznej. Członek PTH.
Zmarł 22 grudnia 1961, pochowany na cmentarzu Powązkowskim w Warszawie (kwatera (261-5-23).

## Wybrane publikacje
- Polityka Polski wobec Turcyi i akcyi antytureckiej w wieku XV do utraty Kilii i Białogrodu (1484), Lwów: Towarzystwo Naukowe 1930.

## Ordery i odznaczenia
- Srebrny Krzyż Zasługi (8 kwietnia 1948)[2]
- Medal 10-lecia Polski Ludowej (15 stycznia 1955)[3]